# Рабі Абу-Халіль
Рабі Абу-Халіль (араб. ربيع أبو خليل‎; нар. 17 серпня 1957, Бейрут) — композитор, виконавець на уді.

## Біографія
Рабі Абу-Халіль виріс в Бейруті та переїхав до Мюнхена під час громадянської війни в Лівані у 1978 році. Проживає в Мюнхені та на півдні Франції з жінкою та двома дітьми.

## Музика
Абу-Халіль почав вчитися грі на уді, аналогу європейської лютні. Навчався в консерваторії Бейрута. Після переїзду до Німеччини, почав навчатися класичної флейти в Мюнхенській музичній академії.
Часто поєднує традиційну арабську музику з джазом, роком і класичною музикою, і «став світовим музикантом (англ. World musician) за роки до того, як фраза стала лейблом». Разом з Ануара Брехемом зміг висунути уд на передній план еклектичного «світового джазу». Стиль гри Абу-Халіля часто нагадує джазову гітару. Абу-Халіль - послідовник Орнетта Коулмана і Дона Черрі. Разом з тим, на музику Абу-Халіля вплинули Френк Заппа і Бела Барток.

## Дискографія
- Compositions & Improvisations (MMP, 1981)
- Bitter Harvest (MMP, 1984)
- Between Dusk And Dawn (MMP, 1987; Enja Records, 1993)
- Bukra (MMP, 1988; Enja Records, 1994)
- Nafas (ECM, 1988)
- Roots & Sprouts (MMP/Enja Records, 1990)
- World Music Orchestra: East West Suite (Granit Records, 1990)
- Al-Jadida (Enja Records, 1990)
- Blue Camel (Enja Records, 1992)
- Tarab (Enja Records, 1992)
- The Sultan’s Picnic (Enja Records, 1994)
- Arabian Waltz (Enja Records, 1996)
- Odd Times (Enja Records, 1997)
- Yara (Enja Records, 1998)
- The Cactus of Knowledge (Enja Records, 2001)
- Il Sospiro (Enja Records, 2002)
- Morton’s foot (Enja Records, 2004)
- Journey to the Centre of an Egg (Enja Records, 2005)
- Songs for Sad Women (Enja Records, 2007)
- Em Portugues (Enja Records, 2008)

### В якості сесійного музиканта
- Chris Karrer: Dervish Kish (Schneeball/Indigo, 1990/91)
- Michael Riessler: Heloise (Wergo, 1992)
- Charlie Mariano & Friends: Seventy (veraBra records, 1993)
- Glen Moore: Nude Bass Ascending (Intuition, 1996/97)
- Ramesh Shotam: Madras Special (Permission Music, 2002)